# Гаманець (Apple)
Гаманець (англ. Wallet, раніше Apple Passbook укр. Ощадна книжка Apple) - мобільний застосунок, частина операційної системи iOS, що дозволяє користувачам зберігати сумісні із «Гаманцем» купони, посадкові талони, студентські квитки, квитки на події, квитки в кіно, квитки на громадський транспорт, зберігати картки магазинів та - починаючи з iOS 8.1 - кредитні картки, дебетові картки, передплачені картки та картки постійного покупця через Apple Pay. Він був розроблений компанією Apple Inc. і був представлений на Apple Worldwide Developers Conference (WWDC) 11 червня 2012 року. Додаток вперше з’явився на iOS 6 19 вересня 2012 року. «Гаманець» також є основним інтерфейсом Apple Card, сервісу кредитних карток Apple, випущеного в США 20 серпня 2019 року.

## Історія
Apple Passbook було анонсовано 11 червня 2012 року на WWDC 2012. Ця назва залишалася назвою програми протягом 3 роки, 3 місяці та 5 днів до випуску iOS 9 16 вересня 2015 року, хоча заява про зміну назви була зроблена 8 червня 2015 року на заході WWDC 2015.

## Особливості
«Гаманець» відображає коди Aztec, PDF417 та QR 2D, а також Code 128 1D, що починаються з iOS 9. Коли користувач запускає «Гаманець» вперше, з’являється екран короткого вступу з кнопкою, що пропонує користувачам переглянути програми в App Store з інтеграцією «Гаманця». Квитки та купони також можна розповсюджувати в інтернеті через Safari, надсилати користувачеві електронною поштою або сканувати за допомогою вбудованого сканера в «Гаманеці».
Квитки та купони синхронізуються між пристроями iOS за допомогою iCloud, а OS X 10.8.2 і пізніші версії також підтримують відкриття квитків та купонів, що надсилаються на пристрої користувачів iOS. Хоча програма доступна в iOS 6 або новіших версіях, вона доступна лише на iPhone та iPod Touch, але не на iPad.
«Гаманець» має такі функції:
- Відображення 2D штрих-коди наступних типів: Aztec, PDF417 та QR.
- Відображення 1D штрих-коди таких типів: Code 128, починаючи з iOS 9.
- Спрацьовує за місцем розташування. До кожної картки/пропуску/квитка можна додати до 10 місць. Місцезнаходження запрограмоване як координати GPS (довгота, широта та висота) та / або iBeacon UUID. (UUID - це універсальний унікальний ідентифікатор, який являє собою 32 символьний код ASCII або код, який автоматично генерується з імені за допомогою PassKit API.)
- Спрацьовує за часом використання.
- Локалізація використання. Для кожної картки/пропуску/квитка у «Гаманеці» можна зберігати до 35 мов.[9]
- Оновлення статусу картки/пропуску/квитка можуть надсилатись через Apple Push Notification Service провайдером картки/пропуску/квитка або вручну оновлюватись самим користувачем.

Кілька сторонніх розробників створили подібні програми для інших операційних систем, такі як Pass2U Wallet або PassWallet для Android та BlackBerry, які підтримують імпорт та перегляд карток/пропусків/квитків «Гаманеця». Windows Phone 8.1 також підтримує формат карток/пропусків/квитків Apple, хоча динамічні оновлення не підтримуються. Деякі видавці карток/пропусків/квитків також підтримують перегляд карток/пропусків/квитків через будь-який браузер.

## Екосистема

Значок, що дозволяє додати до «Гаманця»

Картки/пропуски/квитки існують у більшій екосистемі, оскільки картки/пропуски/квитки створюються як пакет. Пакет - це шаблон пропуску, який створюється за допомогою підпису картки/пропуску/квитка, разом із відповідними даними та приватним ключем. Картки/пропуски/квитки можна оновлювати в будь-який час за допомогою PassKit API, а програма iOS може взаємодіяти безпосередньо з картками/пропусками/квитками, збереженими у «Гаманці».
Картки/пропуски/квитки відображаються та керуються через «Гаманець». Системи та програми взаємодіють з картками через PassKit API.
У найпростішій формі взаємодії (або транзакції) між картками/пропусками/квитками та системою сприяє двовимірний штрих-код або сучасний QR-код, хоча це вимагає від замовника ініціювання діяльності.

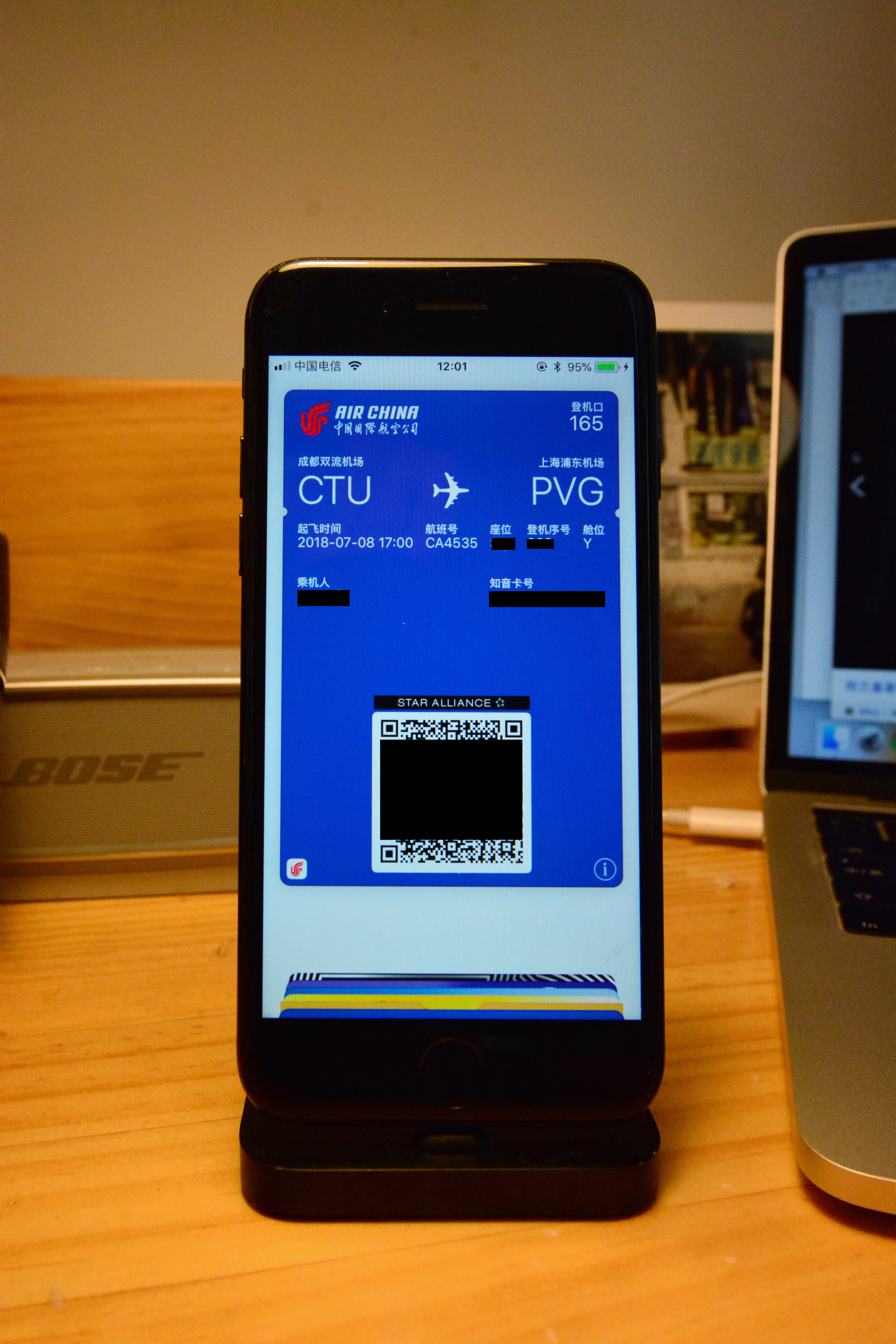
Електронний посадковий талон рейсу Air China, показаний в «Гаманеці» на iPhone 7

Наприкінці 2014 року перші відомі реалізації з використанням бездротового геозонування iBeacon почали з'являтися в торгових точках США. Рішення iBeacon дозволили роздрібному продавцю транслювати небажане повідомлення про блокування екрана на смартфони в радіусі дії Bluetooth.
У 2015 році Apple включила можливість застосування картки лояльності в «Гаманці» на термінал торгових точок через NFC. Walgreens вперше використали цю функцію для програми лояльності Balance Rewards; клієнти можуть додати свою картку в «Гаманець» через мобільні додатки Walgreens або Duane Reade і піднести свій телефон до терміналу, коли буде запропоновано використати карту винагороди.

## Поширення
Картки можна розповсюджувати електронною поштою, SMS, MMS, соціальними мережами, додатком та як QR-коди.